# 1. SC Göttingen 05 (2012)
Der 1. SC Göttingen 05 ist ein reiner Fußballverein aus Göttingen in Niedersachsen. Der Verein sieht sich als Nachfolger des im Jahre 1905 gegründeten Vereins 1. SC Göttingen 05, der im Jahre 2003 insolvenzbedingt aufgelöst wurde. Die Vereinsfarben sind Schwarz und Gelb.
Die erste Mannschaft spielt nach dem Aufstieg 2018 in der sechstklassigen Landesliga Braunschweig. Die zweite Fußball-Herrenmannschaft spielt in der siebtklassigen Bezirksliga Braunschweig 4; außerdem umfasst die Fußballabteilung eine Frauenmannschaft sowie zahlreiche Nachwuchsmannschaften. Die Heimspielstätte aller Mannschaften ist der Maschpark.

## Geschichte

### Stammvereine
Der Verein wurde am 30. Juni 1905 als Göttinger FC 05 gegründet. Am 4. Mai 1920 wurde der Verein in VfR Göttingen 05 umbenannt, bevor er am 27. Mai 1921 den Namen 1. SC Göttingen 05 erhielt. Nach der Auflösung im Jahr 1945 wurde der Verein als SV Schwarz-Gelb 05 Göttingen neu gegründet und im Juli 1948 wieder in 1. SC Göttingen 05 umbenannt. 2001 musste der Verein Insolvenz anmelden. Da die Gläubiger dem vom Richter vorgeschlagenen Vergleich nicht zustimmten, wurde der Verein am 18. September 2003 aufgelöst und aus dem Vereinsregister gestrichen.
Als Auffangverein für die Jugendmannschaften wurde der 1. FC Göttingen 05 gegründet. Am 4. März 2005 fusionierte dieser Verein mit dem RSV Geismar, der am 15. Juni 1909 als FC Viktoria Geismar gegründet worden war, zum RSV Göttingen 05. Der RSV Geismar kooperierte ab der Saison 2000/01 mit dem 1. SC Göttingen 05 im Nachwuchsbereich. Sportlich kam die erste Herrenmannschaft des RSV Geismar nicht über die Bezirksliga hinaus.

### RSV Göttingen 05 (2005 bis 2013)

Vereinswappen des RSV Göttingen 05

Die erste Herrenmannschaft des RSV Geismar hatte nach dem Bezirksligaabstieg fast die gesamte Mannschaft an andere Vereine verloren. Der 1. FC Göttingen 05 hingegen hatte für die kommende Spielzeit eine bezirksligataugliche Mannschaft beisammen, hätte aber als neuer Verein in der 2. Kreisklasse spielen müssen. Die Vorstände beider Vereine vereinbarten daraufhin, dass die Göttinger Mannschaft in der Saison 2004/05 unter dem Namen RSV Göttingen 05 auflaufen sollte. Zum 1. Juli 2005 wurde die Fusion auch rechtlich vollzogen.
Gleich in der ersten Spielzeit konnte die Mannschaft die Meisterschaft in der achtklassigen Bezirksklasse Braunschweig 4 erringen. Mit vier Punkten Rückstand auf Meister TSV Landolfshausen konnte ein Jahr später der dritte Platz errungen werden. In der folgenden Saison 2007/08 wurde der RSV Meister der Bezirksliga und stieg in die Bezirksoberliga Braunschweig auf. Dort traf die Mannschaft erstmals wieder auf den langjährigen Lokalrivalen SVG 07. Nach einem vierten und einem fünften Platz gelang schließlich in der Saison 2010/11 die Meisterschaft in der mittlerweile Landesliga Braunschweig genannten Spielklasse. Höhepunkt der Saison war das 1:1 im Lokalderby bei der SVG vor 2.500 Zuschauern.
Mit dem Aufstieg spielt der RSV in der Saison 2011/12 in der fünftklassigen Oberliga Niedersachsen, wo die Mannschaft in der Saison 2011/12 den 13. Platz belegte. Am 20. September 2012 entschied der Vorstand des RSV Göttingen 05 einstimmig, die Fußballabteilung aus dem Verein auszugliedern und das Spielrecht der ersten Herren-Mannschaft dem am 27. September 2012 gegründeten 1. SC Göttingen 05 zu übertragen. Der neue Verein trägt denselben Namen des Vorgängervereines 1. SC Göttingen 05 und sieht sich in dessen Tradition, auch wenn es sich im vereinsrechtlichten Sinne nicht um einen Nachfolgeverein handelt. Im Zuge dessen wurde auch das schwarz-gelb-grüne RSV-Wappen durch das alte schwarz-gelbe Wappen ersetzt. Die Neugründung des Vereines erfolgte irrtümlicherweise zunächst mit der Schreibweise I. SC Göttingen 05. Im Dezember 2022 wurde auf der Jahreshauptversammlung des Vereines entschieden dies zu korrigieren und den Vereinsnamen in der historisch korrekten Schreibweise des Vorgängervereines zu führen.

### 1. SC Göttingen 05 (seit 2013)
Der wiedergegründete Verein brachte dem Klub allerdings keinen Erfolg. Trotz vier Siegen aus den letzten vier Spielen stand die Mannschaft zunächst als sportlicher Absteiger fest, da der direkte Konkurrent Rotenburger SV gleichzeitig den VfL Bückeburg schlug. Den nachträglichen Klassenerhalt brachte die Lizenzverweigerung für den Regionalligisten SV Wilhelmshaven, der auch keine Zulassung für die Oberliga Niedersachsen erhielt. Überschattet wurde die Spielzeit von vereinsinternen Querelen zwischen dem Mäzen Michael Wucherpfennig und dem Trainer Hansi Ehrlich.
Aufgrund des erst spät feststehenden Klassenerhalts konnte der Verein keine oberligataugliche Mannschaft für die folgende Saison 2014/15 zusammenstellen. Sportlich abgeschlagen stellte Göttingen 05 auch keinen Lizenzantrag für die Oberligasaison 2015/16 und stieg unter dem Trainer Najeh Braham schlussendlich als Tabellenletzter in die Landesliga ab. Dort waren die Göttinger als Tabellenvierzehnter sportlich abgestiegen, blieben aber durch eine Verkettung glücklicher Umstände Landesligist. Zunächst zog der FC Braunschweig seine Mannschaft aus der laufenden Landesligasaison zurück. Dann stieg der Goslarer SC 08 aus der Regionalliga ab und wurde in die Landesliga eingruppiert, weil der Verein es versäumt hatte, eine Lizenz für die Oberliga zu beantragen. Dadurch musste Goslars zweite Mannschaft zwangsabsteigen. Da der MTV Gifhorn aus der Landesliga Braunschweig aufstieg und keine Mannschaft aus der Region aus der Oberliga abstieg verlieben die Göttinger in der Landesliga.
Ein Jahr später folgte dann der Abstieg in die Bezirksliga, dem nach einem Zweikampf mit dem Lokalrivalen Sparta Göttingen der direkte Wiederaufstieg folgte. Hier konnten sich die Göttinger etablieren und wurden in der Saison 2023/24 Vizemeister hinter der zweiten Mannschaft von Eintracht Braunschweig.

## Statistik

### Erfolge
- Meister der Landesliga Braunschweig: 2011
- Meister der Bezirksliga Braunschweig, Staffel 4: 2008, 2018
- Bezirkspokalsieger Braunschweig: 2024

### Platzierungen
Grün unterlegte Platzierungen kennzeichnen einen Aufstieg während rot unterlegte Platzierungen auf Abstiege hinweisen. BS steht für Braunschweig.
| Saison  | Liga                   | Level | Platz | Tore  | Punkte |
| ------- | ---------------------- | ----- | ----- | ----- | ------ |
| 2005/06 | Bezirksklasse BS 4     | VIII  | 01.   | 88:16 | 65     |
| 2006/07 | Bezirksliga BS 5       | VII   | 03.   | 93:23 | 60     |
| 2007/08 | Bezirksliga BS 4       | VII   | 01.   | 91:22 | 76     |
| 2008/09 | Bezirksoberliga BS     | VI    | 04.   | 54:33 | 50     |
| 2009/10 | Bezirksoberliga BS     | VI    | 05.   | 67:36 | 50     |
| 2010/11 | Landesliga BS          | VI    | 01.   | 89:28 | 79     |
| 2011/12 | Oberliga Niedersachsen | V     | 13.   | 33:51 | 31     |
| 2012/13 | Oberliga Niedersachsen | V     | 09.   | 46:44 | 40     |
| 2013/14 | Oberliga Niedersachsen | V     | 14.   | 38:66 | 34     |
| 2014/15 | Oberliga Niedersachsen | V     | 16.   | 32:90 | 16     |

| Saison  | Liga             | Level | Platz             | Tore              | Punkte            |
| ------- | ---------------- | ----- | ----------------- | ----------------- | ----------------- |
| 2015/16 | Landesliga BS    | VI    | 14.               | 041:60            | 23                |
| 2016/17 | Landesliga BS    | VI    | 14.               | 047:47            | 39                |
| 2017/18 | Bezirksliga BS 4 | VII   | 01.               | 095:27            | 73                |
| 2018/19 | Landesliga BS    | VI    | 08.               | 067:65            | 43                |
| 2019/20 | Landesliga BS    | VI    | 06.               | 035:36            | 25                |
| 2020/21 | Landesliga BS    | VI    | Saison annulliert | Saison annulliert | Saison annulliert |
| 2021/22 | Landesliga BS    | VI    | 07.               | 073:59            | 48                |
| 2022/23 | Landesliga BS    | VI    | 05.               | 099:49            | 66                |
| 2023/24 | Landesliga BS    | VI    | 02.               | 106:53            | 75                |
| 2024/25 | Landesliga BS    | VI    | 03.               | 071:41            | 57                |

## Umfeld

### Stadion

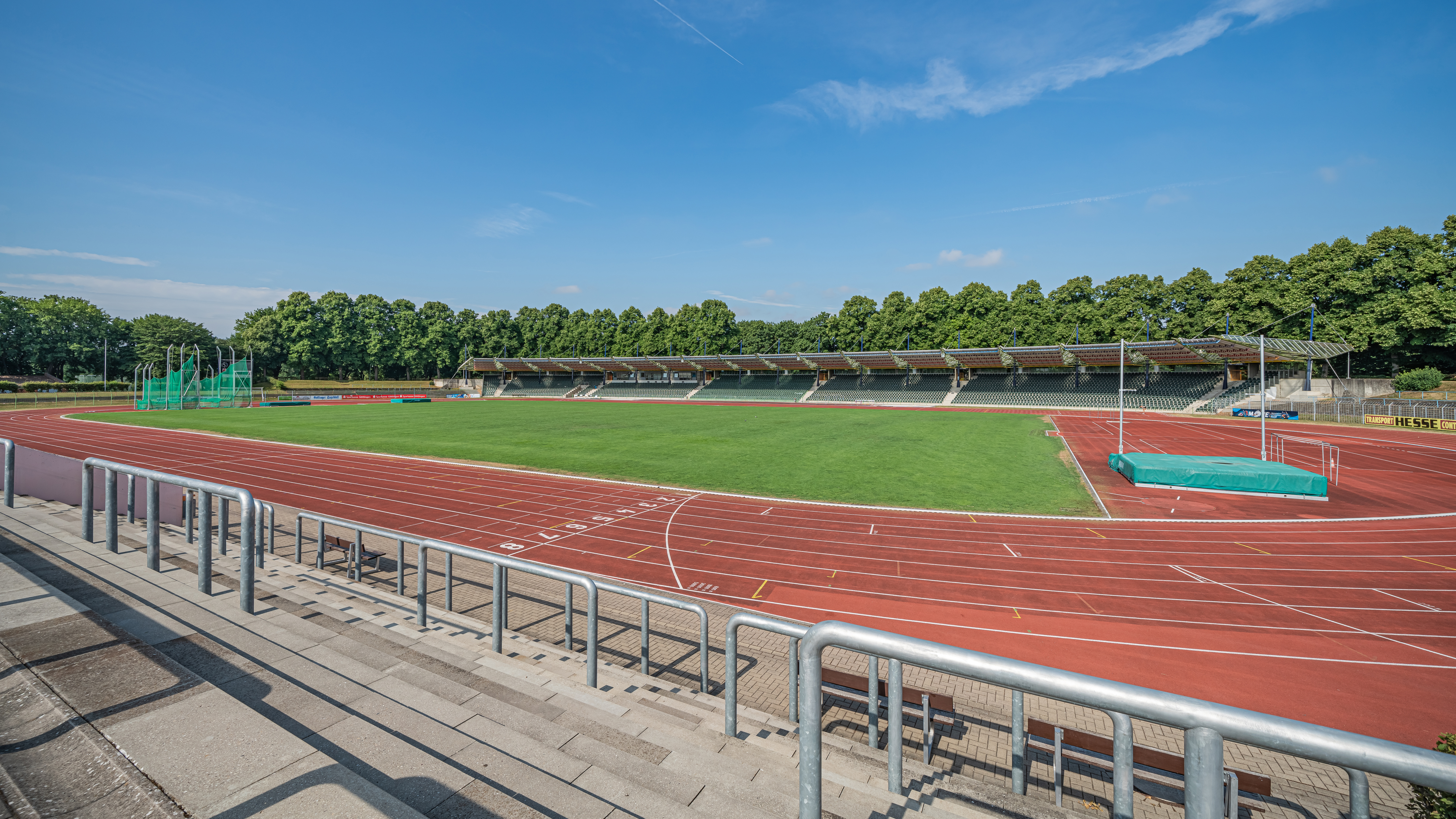
Das Jahnstadion

Nach dem Abstieg aus der Oberliga Niedersachsen im Jahre 2015 spielt der 1. SC Göttingen 05 im Maschpark. Der heutige Maschpark, bereits von 1926 bis 1968 existierte ein gleichnamiges Stadion, wurde im Jahre 1971 eingeweiht und hat ein Fassungsvermögen von 5.000 Plätzen, davon 500 unüberdachte Sitzplätze. Das Stadion liegt östlich der Leine und nordöstlich der Sparkassen-Arena.
Seit dem Aufstieg in die Oberliga im Jahr 2011 war das Jahnstadion die sportliche Heimat des 1. SC Göttingen 05. Das 1913 eröffnete Stadion bietet bis zu 17.000 Zuschauern Platz. Die Haupttribüne bietet 5.000 überdachte Sitzplätze. Das Stadion erfüllte zur Saison 2012/13 auch die Bedingungen für die neue Regionalliga. Schon der Vorgängerverein 1. SC Göttingen 05 nutzte das Jahnstadion.
Davor nutzte der Verein den Sportplatz an der Benzstraße als Heimspielstätte. Da es immer wieder Klagen von Anwohnern aufgrund des Lärmes gab und der Platz den Anforderungen der Oberliga Niedersachsen nicht entsprach, entschied sich der Verein zum Umzug ins Jahnstadion.

### Fans
Den Dachverband der 05-Fanszene bildet die Supporters Crew 05 e. V. Daneben existieren eigenständige Fangruppen wie die Ciderboiz und die Rasensportguerilla. Der Platz der Fangruppen befand sich im Jahnstadion auf der Gegengerade und im Block F. Nach dem insolvenzbedingten Aus des 1. SC Göttingen 05 nannten sich Teile der Anhänger „Fans ohne Verein“ und ließen sich von anderen Vereinen gegen Erstattung der Anreisekosten mieten. Mit dieser außergewöhnlichen Aktion gelangten die Göttinger Anhänger in eine britische Fernsehsendung. Die Fans und das Team des 1. SC 05 setzen sich aktiv gegen Rassismus und Diskriminierung ein, was auch die Fankultur geprägt hat. Im Jahr 2012 gründete sich die Rasensportguerilla, welche sich in Auftreten und Unterstützung des Vereins an der Ultra-Bewegung orientiert. 
Es bestehen Freundschaften mit den Fans des VfB Oldenburg und des SV Linden 07.
Im Jahre 2015 wurde der Dachverband der Göttinger Fanszene Supporters Crew 05 e. V. vom Deutschen Fußball-Bund mit dem Julius-Hirsch-Preis ausgezeichnet. Belohnt wurde das Engagement und die Projekte gegen Rassismus und Fremdenfeindlichkeit. Konkret gewürdigt wurden die Erinnerung an den jüdischen Kaufmann Ludolf Katz, der 1934 vom Vorgängerverein 1. SC Göttingen 05 ausgeschlossen wurde und später in die USA floh.

## Persönlichkeiten
- Anton Donkor
- Najeh Braham
- Rubic Ghasemi-Nobakht
- Sebastian Ghasemi-Nobakht
- Leandro Putaro
- Marlon Sündermann